# Latif Muftić
Latif Muftić (1919. - 1945.), hrvatski novinar i prevoditelj. Zaposlenik nekoliko upravnih odjela u NDH tijekom 1941. i 1942. godine u kojima je bio tajnik. Srpnja 1942. došao je na mjesto prevoditelja s turskog jezika u Hrvatskom dojavnom uredu “Croatia“. Jedno je vrijeme bio izvjestitelj iz Turske. 1942. i 1943. godine predsjedavao je bio je predsjednik Hrvatskog akademskog kluba “Musa Ćazim Ćatić“. Od veljače 1943. analitičarem za turski tisak u Odjelu za odnose s inozemstvom u Glavnom ravnateljstvu Ustaške mladeži u Zagrebu. Surađivao s listom Doğu ve Batı.